# Gorilla no Kami Kara Kago Sareta Reijō wa Ōritsu Kishidan de Kawaiigareru
Gorilla no Kami Kara Kago Sareta Reijō wa Ōritsu Kishidan de Kawaiigareru (ゴリラの神から加護された令嬢は王立騎士団で可愛がられる Gorira no Kami Kara Kago Sareta Reijō wa Ōritsu Kishidan de Kawaiigareru?) es una serie de novelas web japonesas escritas por Shirohi. La serie comenzó a publicarse en línea en agosto de 2020 en el sitio web de publicación de novelas generadas por usuarios Shōsetsuka ni Narō. Aún no se ha publicado ninguna versión impresa de la serie de novelas.
Una adaptación al manga con arte de Mika Kamisu se ha publicado en línea a través del sitio web de manga ComicWalker de Kadokawa Corporation desde agosto de 2021 y se ha recopilado en cinco volúmenes tankōbon. Una adaptación televisiva de la serie de anime producida por Kachigarasu se emitió en abril a junio de 2025.

## Argumento
En este mundo, las jóvenes de 16 años reciben bendiciones de varios dioses animales. Se rumora que la tímida hija del conde, Sophia Reeler, es bastante fuerte, ya que ha recibido la bendición del "Dios Gorila". Aunque quiere una vida pacífica, la gente la busca debido a su inmenso poder. Finalmente, los caballeros reales la buscan. Los jóvenes caballeros prometedores siguen atentamente a Sophia, la chica más fuerte.

## Personajes
Sofia Reeler (ソフィア・リーラー Sofia Rīrā?)
 Seiyū: Kanna Nakamura, Monserrat Perez (español latino)
Ella es la hija de un conde y asiste a la escuela en la capital real. Aunque tiene una personalidad tímida y pacífica, es bendecida con la protección del "Dios Gorila", uno de los combatientes más fuertes, y es reclutada por los Caballeros Reales para ser una escudera, lo que cambia por completo su vida diaria. Más adelante, Sophia desarrolla sentimientos por Louis.
Louis Scarrel (ルイ・スカーレル Rui Sukāreru?)
 Seiyū: Takeo Ōtsuka, Juan Carlos Roman (español latino)
Trabaja como escudero de los Caballeros Reales y asiste a la escuela en la capital real. Tiene una personalidad honesta y amable y trata a todos por igual, pero es insensible a las miradas de las estudiantes femeninas. Con el paso del tiempo, Louis termina enamorándose de Sophia.
Isaac Sheehan (アイザック・シーアン Aizakku Shīan?)
 Seiyū: Reiji Kawashima, Julio Diaz (español latino)
Su objetivo es convertirse en un caballero de pleno derecho de los Caballeros Reales. Tiene confianza en la velocidad de sus pies. Es muy activo y alegre. Se traslada a una escuela en la capital real y se convierte en compañero de clase de Sophia.
Eddie Pheles (エディ・フェレス Edi Feresu?)
 Seiyū: Takuma Nagatsuka, Victor Alcaraz (español latino)
Un joven tranquilo y sereno que aspira a convertirse en caballero de pleno derecho de los Caballeros Reales. A igual que Louis e Isaac, Eddie se transfiere a la escuela de Sophia.
Arshent Adler (アーシェント・アードラー Āshento Ādorā?)
 Seiyū: Shūgo Nakamura
Miembro de los Caballeros Reales y Comandante de la unidad de Mosqueteros. Le encanta involucrarse en cosas interesantes y es popular entre las mujeres de toda la ciudad. Comienza a mostrar interés en Sophia por su bendición del "Dios Gorila".
Shin Kuvare (シン・クヴァレ Rui Sukāreru?)
 Seiyū: Shun'ichi Toki
Miembro de los Caballeros Reales y Capitán del Cuerpo Marítimo. Es de personalidad tranquila y despreocupada. Le interesa usar al "Dios Gorila" como fuerza de combate.
Victor Volk (ヴィクトル・ヴォルク Vuikutoru Vuoruku?)
 Seiyū: Hinata Tadokoro
Miembro de los Caballeros Reales y Capitán del Cuerpo de Tierra. El mayor de los tres capitanes. Es generoso y cariñoso.
Leohart (レオハルト Reoharuto?)
 Seiyū: Yūichirō Umehara
El hijo de un noble con un aire misterioso. Parece preocuparse por Sophia, a quien conoció en una fiesta.
Carissa (カリッサ Karissa?)
 Seiyū: Nozomi Yamamoto
Compañera de clase de Sophia que proviene de una poderosa familia noble. Es de personalidad altiva y le gusta burlarse e intimidar a Sophia debido a su personalidad tímida. Al ver que Sophia conoce a Louis, Isaac y Eddie, Carissa se pone celosa y le exige respuestas a Sophia. Luego de que varios testigos denunciaron su acoso a los profesores durante una fiesta en la escuela que terminó con Sophia encerrada en una caja, Carissa y sus seguidoras se disculpan con Sophia.
Alene (アレーネ Arēne?)
 Seiyū: Kyōka Moriya
Compañera de clase de Sophia. Es de personalidad reservada pero amable.

## Contenido de la obra

### Novela web
La novela web fue escrito por Shirohi, Gorilla no Kami Kara Kago Sareta Reijō wa Ōritsu Kishidan de Kawaiigareru comenzó a serializarse como novela web en el sitio web Shōsetsuka ni Narō el 10 de agosto de 2020. No se ha publicado una versión impresa de la novela.

### Manga
Una adaptación al manga con arte de Mika Kamisu comenzó a serializarse en el sitio web de manga ComicWalker de Kadokawa Corporation el 8 de agosto de 2021. Sus capítulos se han recopilado en cinco volúmenes tankōbon a partir de mayo de 2024.
| Volúmenes de manga publicados | Volúmenes de manga publicados | Volúmenes de manga publicados |
| Número                        | Fecha de lanzamiento          | ISBN                          |
| ----------------------------- | ----------------------------- | ----------------------------- |
| 1                             | 5 de noviembre de 2021        | ISBN 978-4-04-680446-4        |
| 2                             | 3 de junio de 2022            | ISBN 978-4-04-681550-7        |
| 3                             | 16 de diciembre de 2022       | ISBN 978-4-04-681857-7        |
| 4                             | 5 de diciembre de 2023        | ISBN 978-4-04-682738-8        |
| 5                             | 17 de mayo de 2024            | ISBN 978-4-04-683435-5        |

### Anime
Se anunció una adaptación televisiva de la serie de anime el 24 de septiembre de 2024. Su estreno está previsto para 2025. La serie está producida por Kachigarasu y dirigida por Fumitoshi Oizaki, con guiones escritos por Hitomi Amamiya, personajes diseñados por Sakae Shibuya y música compuesta por Yayoi Tateishi. La serie se emitió del 6 de abril al 22 de junio de 2025 en AT-X y otras cadenas. El tema de apertura es "Illuminate" interpretado por Shūgo Nakamura, mientras que el tema de cierre es "Serendipity" interpretado por Megumi Ogata. Crunchyroll obtuvo la licencia de la serie fuera de Asia.
El 19 de marzo de 2025, Crunchyroll anunció que la serie había recibido un doblaje en español latino, la cual se estrenó el 27 de abril.